# فرانتس اوپنهایمر
فرانتس اوپنهایمر (آلمانی: Franz Oppenheimer؛ زاده ۳۰ مارس ۱۸۶۴ درگذشته ۳۰ سپتامبر ۱۹۴۳) یک اقتصاددان اهل آلمان بود.